# Eddie Scarf
Edward Richard „Eddie” Scarf (ur. 3 listopada 1908 w Quirindi, zm. 7 stycznia 1980 w Camperdown) – australijski zapaśnik walczący w stylu wolnym. Dwukrotny olimpijczyk. Brązowy medalista z Los Angeles 1932 i szósty w Berlinie 1936. Walczył w wadze półciężkiej.
Triumfator igrzysk Imperium Brytyjskiego w 1938 roku.

## Letnie Igrzyska Olimpijskie 1932
| Konkurencja      | Rundy eliminacyjne    | Rundy eliminacyjne     | Rundy eliminacyjne      | Klas. końcowa |
| Konkurencja      | Przeciwnik I          | Przeciwnik II          | Przeciwnik III          | Miejsce       |
| ---------------- | --------------------- | ---------------------- | ----------------------- | ------------- |
| 87 kg styl wolny | Harry Madison (CAN) Z | Thure Sjöstedt (SWE) P | Peter Mehringer (USA) P | 3.            |

## Letnie Igrzyska Olimpijskie 1936
| Konkurencja      | Rundy eliminacyjne   | Rundy eliminacyjne    | Rundy eliminacyjne    | Klas. końcowa |
| Konkurencja      | Przeciwnik I         | Przeciwnik II         | Przeciwnik III        | Miejsce       |
| ---------------- | -------------------- | --------------------- | --------------------- | ------------- |
| 87 kg styl wolny | Maurice Beke (BEL) Z | Hubert Prokop (CSK) P | Erich Siebert (GER) P | 6.            |